# NEAP
NEAP (Near Earth Asteroid Prospector) ist eine Raumsonde, die von der privaten Raumfahrtfirma SpaceDev geplant, gebaut und betrieben werden sollte. Ihr Start war für 2002 als Sekundärnutzlast einer Ariane 5 vorgesehen, um den Asteroid (4660) Nereus zu erreichen. NEAP hätte ca. 200 kg gewogen und sollte die Form eines hexagonalen Prismas, mit zwei rechteckigen Solarzellenflügeln, neben dem oben auf dem Sondenkörper montierten Parabolspiegel der Antenne haben.
NEAP basierte auf Sondenplänen, die SpaceDev in einer Studie für kleine Marsmissionen für das JPL entwickelte. Nach Studienende entwickelte SpaceDev aus den Plänen das Projekt NEAP. Die Sonde sollte auch einen Lander auf dem Asteroiden absetzen. Um mit der Sonde Geld zu verdienen, sollte die Sonde und der Lander wissenschaftliche Instrumente transportieren. Dafür konnten Forscher Gelder bei der NASA beantragen. Auch sollten Ergebnisse eigener Instrumente verkauft werden. Jim Benson, der Chef von SpaceDev, plante, nach der Landung den Asteroiden als Besitz zu beanspruchen. Jedoch hatte SpaceDev Finanzierungsprobleme, so dass der Start mit neuem Ziel 3–5 Jahre verschoben werden musste. Nach einer anderen Quelle hätte der Start zwischen 2009 und 2011 stattfinden sollen. Inzwischen ist SpaceDev von einem anderen Unternehmen übernommen worden. Auf der Internetseite von NEAP bei SpaceDev ist seit 2002 die Homepage von SpaceDev bzw. der Nachfolgefirma zu sehen. Die Raumsonde wird wohl nicht gebaut.